# Coulon et Noterman
 (novembre 2018).
Pierre Coulon et André Noterman sont deux architectes bruxellois nés en 1921 et tous deux diplômés en 1944. Le premier sort des ateliers de J. de Ligne enseignant à la Cambre, ou Institut supérieur des arts décoratifs fondé par Henry Van de Velde, alors que le second quitte ceux de H. Lacoste, fréquenté à l'Académie Royale des Beaux-Arts de Bruxelles. À partir de 1952, ils s'associent et fondent un bureau. Ensemble ils ont réalisé une large production, principalement domestique, en Belgique et surtout en région bruxelloise mais également à l'étranger. Leur collaboration prend fin en 1979.

## Biographie
Pierre Coulon naît le 16 mars 1921 à Bruxelles. Après ses études, de 1945 à 1952, il effectue divers stages et collaborations, notamment aux côtés de Stanislas Jasinski, mais surtout dans le cabinet Haefeli-Moser-Steiger à Zurich. De 1948 à 1952, Coulon travaille avec l'architecte de Claude Laurens. Durant sa carrière, il est également membre des Comités d'urbanisme et de rédaction de la S.C.A.B. (société belge des urbanistes et architectes modernistes) ainsi que membre de concours divers et de jurys dans les écoles.
André Noterman naît le 4 février 1921 à Bruxelles. Après ses études, il réalise son stage de fin d'études chez Yvan Renchon, qui créa la chapelle musicale de la Reine Élisabeth en 1939.
Les deux architectes se connaissent en réalité depuis l'enfance. Leur parcours scolaire est divergent ; alors que Pierre Coulon se tourne vers les différentes interprétations du modernisme, André Noterman reçoit une formation qui le rapproche de l'architecture traditionnelle et son souci de la minutie et du détail. Cela n'empêchera leur association de voir le jour et un équilibre dans une répartition du travail correcte de s'installer, entre les deux collaborateurs. Leur association commence avec la création du projet d'internat pour l'Institut des territoires d'Outre-Mer en 1951-1952, et prend officiellement fin avec le projet de rénovation de la villa Deschamps en 1979.
Durant son association avec Coulon, Noterman est membre de la Société Centrale d'Architecture en Belgique depuis 1959, membre du Conseil de l'Ordre des architectes du Brabant francophone de 1969 à 1973, également membre du Comité de jurisprudence de l'Ordre des architectes du brabant en 1976.
Après la disparation de son bureau commun avec Noterman, Coulon crée son bureau personnel.

## Principales réalisations à Bruxelles et ses alentours
- 1951-1952 : Premier prix du concours suivi de l'exécution de l'internat de l'Institut des territoires d'Outre-Mer (200 logements), Bruxelles
- 1954 : Villa pour Mlle J. Rucq, Rhodes St-Genèse
- 1954-1956 : Habitation pour M. et Mme Vanderborgh, Uccle
- 1955 : Villa pour M. et Mme Coulon, Rhodes St-Genèse
- 1955 : Villa pour M. et Mme Noblet, Uccle
- 1956 : Habitation pour M. et Mme Creuz ou habitation d'artiste (logement d'une famille de quatre personnes comprenant aussi un petit bureau et un atelier d'artiste, avec réserve attenante) , Rhodes St-Genèse
- 1956-1969 : Habitation pour les parents André Noterman, Rhodes St-Genèse
- 1957 : Habitation à la campagne, quatrième prix du concours National du Bois
- 1957 : Internat universitaire, deuxième mention concours C.S.A.C.
- 1957 : Habitation pour pays tropicaux, grand prix collectif Architecture Contemporaine Expo 58
- 1957-1958 : Villa pour M. Mathieu, Woluwe St-Pierre
- 1957-1958 : Maison coloniale pour Blancs ou maison congolaise, Bruxelles
- 1957-1959 : Habitation pour M. André Noterman
- 1958 : Concours Utrecht 58 (projet cité-jardin), Woluwe St-Pierre
- 1958 : Construction d'une annexe, Uccle
- 1958-1959 : Habitation pour M. et Mme Graëffe maison sur un talus (maison unifamiliale construite sur un terrain dont le sol naturel est 5 mètres au-dessous de celui du trottoir), Uccle
- 1959-1962 : Immeuble de quatre appartements, Uccle
- 1960-1961 : Institut médico-chirurgical ou Longchamp (transformation), Uccle
- 1960-1963 : Habitation entre mitoyens pour M. et Mme Gobert, Uccle
- 1960-1964 : Habitation familiale Wiliputte, Rhodes St-Genèse
- 1961 : Troisième prix ex-aequo du concours de l'Institut national du logement avec la petite habitation à Rhodes St-Genèse
- 1961-1962 : Institut médico-chirurgical ou Longchamp (agrandissement), Uccle
- 1961-1962 : Habitation pour M. et Mme R. Buyle, Rhodes St-Genèse
- 1961-1968 : Immeuble de M. Leroy, Uccle
- 1962-1963 : Habitation pour Ivan Coulon ou habitation à la campagne, Rhodes St-Genèse
- 1963-1964 : Habitation entre mitoyens pour M. et Mme de Somer, Auderghem
- 1964 : Habitation pour Mlle G. Hanlet, Uccle
- 1964-1968 : Habitation pour Mme Fischer, Rhodes St-Genèse
- 1965 : Concours Mémorial Philippe Baucq, Schaerbeek
- 1965-1967 : Habitation pour M et Mme Visser, Auderghem
- 1966 : Habitation pour M. et Mme Haas, Uccle
- 1966 : Habitation pour Françoise Coulon (sœur de l'architecte), Rhodes St-Genèse
- 1966 : Immeuble place Leemans, Bruxelles
- 1966-1967 : Habitation pour André Wendelen, Rhodes St-Genèse
- 1966-1969 : Station de lavage pour voitures, Molenbeek St-Jean
- 1967-1968 : Habitation de Mme van Valle (transformations), Uccle
- 1968-1970 : Habitation pour M. et Mme Pol Lambert, Rhodes St-Genèse
- 1968-1974 : Habitation pour Ivan Coulon Les Bouleaux, Rhodes St-Genèse
- 1969-1970 : Habitation pour M. Jacobs (transformation), Bruxelles
- 1970 : Immeuble de bureau, Bruxelles
- 1974 : Immeuble pour la société Tensia-Hanlet et co, Schaerbeek
- 1978 : Villa de M. et Mme Karel Sileghem (transformation), Saint-Josse-ten-Noode
- 1978-1979 : Habitation de M. Serge Creuz, Rhodes St-Genèse
- 1979 : Villa pour M. et Mme Deschamps (rénovation de l'existant), Saint-Josse-ten-Noode

[réf. à confirmer]

## Réalisations extérieures au grand Bruxelles
- 1957 : Bloc d’appartements duplex pour logement du personnel du Centre d’Etudes Nucléaires de Mol, première mention prix Van de Ven
- 1957-1958 : Pavillon du Congo belge et Ruanda-Urundi
- 1957-1958 : Concours des industries minières au Congo belge
- 1960 : Scierie-rabotterie Schmidt S.A., Jette